# Агарков Олег Анатолійович
Оле́г Анато́лійович Ага́рков (нар. 18 січня 1980, Запоріжжя) — український політолог, доктор політичних наук (2013), професор (2015).

## Життєпис
Народився 18 січня 1980 року у місті Запоріжжя Запорізької області УРСР, нині Україна.

### Освіта
У 2002 році закінчив Запорізький державний університет за спеціальністю «Соціальна робота», кваліфікація «Соціолог». 
У 2004 році Дніпропетровський регіональний інститут державного управління за спеціальністю «Державне управління», кваліфікація «Магістр державного управління».
У 2006 році закінчив Харківський національний університет імені В. Н. Каразіна за спеціальністю «Соціологічні науки», кваліфікація «Кандидат соціологічних наук».
У 2013 році закінчив Львівський національний університет імені Івана Франка за спеціальністю «Політичні науки», кваліфікація «Доктор політичних наук».

### Трудова діяльність
З 2004 по 2007 роки працював викладачем, старшим викладачем, доцентом кафедри психології та соціальних дисциплін у Запорізькому інституті імені Петра Сагайдачного Міжрегіональної академії управління персоналом. 
У 2007 став організатором і першим завідувачем кафедри соціальної роботи Запорізького національного технічного університету. Працював там до 2019 року.
З січня 2019 по лютий 2020 року обіймав посаду декана факультету соціально-психологічної освіти та управління Дніпропетровського державного університету внутрішніх справ.
З 2019 по 2021 роки був експертом з акредитації освітніх програм Національного агентства із забезпечення якості вищої освіти.
З вересня 2020 по червень 2021 був завідувачем кафедри соціально-гуманітарних дисциплін приватного Київського медичного університету.
З вересня 2021 по грудень 2021 був професором кафедри міжнародних відносин та політичного консалтингу Відкритого міжнародного університету розвитку людини «Україна».

### Наукова діяльність
Автор приблизно 150 науково-методичних праць з соціальних наук. Був науковим керівником докторів філософії, кандидатів й докторів наук.
Член редакційної колегії наукового журналу «Право і суспільство».

## Нагороди
- Стипендіат іменної стипендії Верховної Ради України для найталановитіших молодих учених.

## Основні роботи
- Інтелектуальний капітал державного управління як соціальний інститут // Грані. 2007. № 5;
- Соціально-політичний маркетинг: теоретичний і практичний аспекти. Запоріжжя, 2011;
- PR-технології в структурі соціально-політичного маркетингу // Вісник Національного технічного університету України «Київський політехнічний інститут». Серія Політологія. Соціологія. Право. 2012. № 1;
- Зв’язки з громадськістю: історико-теоретичні аспекти. Запоріжжя, 2013 (співавт.);
- PR-технології в структурі соціально-політичного маркетингу // Соціальні технології: актуальні проблеми теорії та практики. 2018. Вип. 79 (співавт.);
- Адаптація: психолого-медичні проблеми. Дніпро, 2022 (співавт.).